# Annet-Théophile Pinchon
Pour les articles homonymes, voir Pinchon.
Annet-Théophile Pinchon, né au hameau Muraveau, dans la commune de Chard (Creuse), le 7 janvier 1814 et mort à Chengdu le 26 octobre 1891, est un missionnaire français en Chine qui fut vicaire apostolique du diocésain de Chengdu (autrefois Chen-Tu).

## Biographie

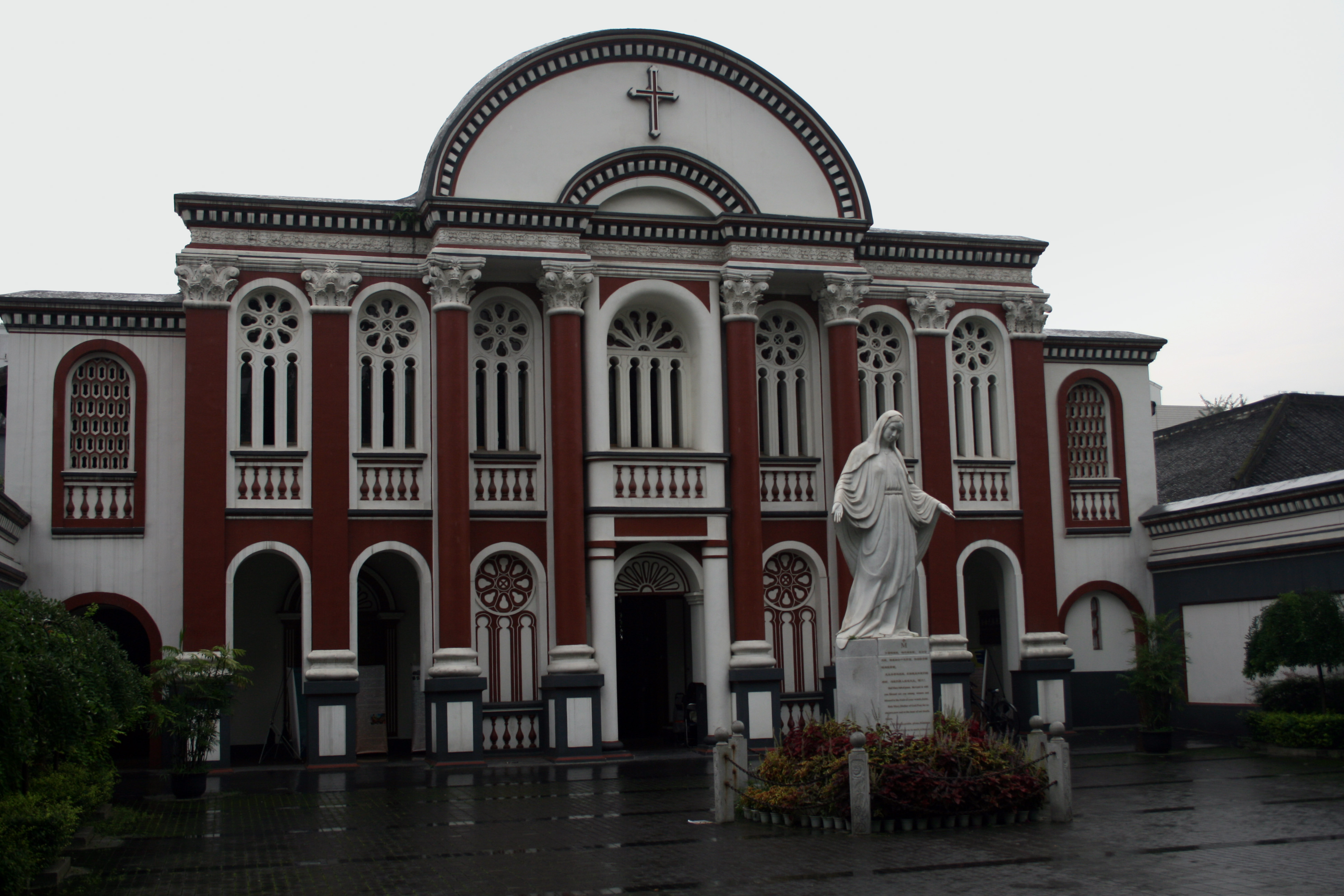
Cathédrale de Chengdu

Le jeune Annet-Théophile Pinchon est ordonné prêtre pour le diocèse de Limoges le 21 décembre 1839.
Il est envoyé en Chine au titre de la Société des missions étrangères de Paris le 27 février 1846, dans le nord-est du pays. Il fonde une mission et devient supérieur du séminaire local pour la formation d'un clergé autochtone, tâche à laquelle il se consacre pendant dix ans. Il est nommé évêque in partibus de Polémonium (de) le 23 avril 1858 pour servir comme coadjuteur de Monseigneur Pérocheau. Il est ensuite vicaire apostolique de Chengdu le 6 mai 1861, et pendant trente ans, il se consacre à l'aide des orphelins et la formation du clergé pour son diocèse.

## Postérité
Annet-Théophile Pinchon alors, vicaire apostolique du Sichuan, accueille le père Armand David, grand botaniste, en 1871, et pour le remercier de son accueil et de son soutien matériel et financier, ce dernier nomme une salamandre qu'il découvre en son honneur; il s'agit d'une espèce d'urodèles de la famille des Hynobiidaede appelée Batrachuperus pinchonii ou demordactyliis pinchonii.